# Riacho de Santana (Rio Grande do Norte)
Riacho de Santana est une municipalité brésilienne située dans l'État du Rio Grande do Norte.